# Институт физических проблем имени П. Л. Капицы РАН
Институ́т физи́ческих пробле́м имени П. Л. Капи́цы РАН — уникальный проект, основанный в 1934 году для перенесения исследований П. Л. Капицы из Англии в СССР. Учреждение, по словам Капицы, получило несколько необычное название — Институт физических проблем, призванное подчеркнуть, что институт не станет сосредоточиваться на какой-либо определённой области знания, а будет изучать «известные научные проблемы, круг которых определится тем персоналом, теми кадрами учёных, которые будут в нем работать».
За время существования учреждения официальное название 7 раз менялось, его эволюция представлена на сайте ИФП РАН:
1. Институт физических проблем АН СССР (23.12.1934)
2. Ордена Трудового Красного Знамени Институт физических проблем АН СССР (30.04.1945)
3. Ордена Трудового Красного Знамени Институт физических проблем имени С. И. Вавилова АН СССР (25.01.1951)
4. Ордена Трудового Красного Знамени Институт физических проблем имени П. Л. Капицы АН СССР (11.09.1990)
5. Институт физических проблем имени П. Л. Капицы РАН (21.11.1991)
6. Учреждение Российской академии наук «Институт физических проблем имени П. Л. Капицы РАН» (18.12.2007)
7. Федеральное бюджетное учреждение науки «Институт физических проблем имени П. Л. Капицы РАН» (12.01.2012)

От других институтов РАН Институт физических проблем отличается малым штатом: в первые годы работы имел меньше 10 научных сотрудников, в начале XXI века имеет около 50. При этом вклад в мировую науку сотрудников ИФП трудно переоценить — в его стенах было проведено много новаторских экспериментов и сделан ряд открытий в области физики низких температур и физики плазмы (работы по термоядерной реакции). Три сотрудника института были удостоены Нобелевской премии по физике: Пётр Леонидович Капица — за экспериментальное исследование сверхтекучести гелия-II, Лев Давидович Ландау — за теоретическое исследование сверхтекучести гелия-II, Алексей Алексеевич Абрикосов — за теоретическое объяснение свойств сверхпроводников II рода.
ИФП является базовым институтом МФТИ. На территории института расположены редакции двух физических журналов («Журнал экспериментальной и теоретической физики» и «Письма в Журнал экспериментальной и теоретической физики»).
С момента основания по 1946 год тематикой института были исследования в области физики низких температур, в том числе открытие сверхтекучести гелия-II (эксперименты П. Л. Капицы, теоретическое обоснование — Л. Д. Ландау), а также разработка высокоэффективной установки по выделению жидкого кислорода из воздуха — турбодетандера, имеющая большое практическое значение.
В 1945 году институт был награждён орденом Трудового Красного Знамени.
С 1946 по 1955 год, во время опалы П. Л. Капицы, в институте проходили работы по атомной физике, в том числе численные расчёты группой (во главе с Л. Д. Ландау) «слойки», необходимые для водородной бомбы, в которых СССР опередил США, где такие расчёты были отложены до развития вычислительной техники. Небольшая лаборатория на даче Капицы в шутку называлась «избой физических проблем».
С 1955 года и до смерти П. Л. Капицы основной тематикой института становится физика плазмы, на территории института строится «Физическая лаборатория», в которой создаются установки по генерации «плазменного шнура» (демонтированы в 2004 году в связи с капитальным ремонтом корпуса института).
В 2005 году институтом была приобретена крупнейшая в России машина растворения постоянного режима работы.
20 июля 2023 года, на фоне вторжения России на Украину, институт попал в блокирующий санкционный список США против предприятий, поддерживающих российский оборонный сектор.

## Директора института
- акад. П. Л. Капица (1934—1946, 1955—1984)
- акад. А. П. Александров (1946—1955)
- акад. А. С. Боровик-Романов (1984—1990)
- акад. А. Ф. Андреев (1990—2017)
- акад. В. В. Дмитриев (2017—2022)[14]
- доктор физ.-мат. наук А. И. Клеев (с 2022)[14]